# 平洋型測量船
平洋型測量船（へいようがたそくりょうせん、英語: Heiyō-class hydrographic survey vessels）は、海上保安庁の測量船の船級。2019年度、2020年度に各1隻が就役した。

## 来歴
第三次国連海洋法会議で採択された国連海洋法条約を受けて、近年、海上保安庁の大型測量船は、大陸棚の限界調査に投入されてきた。1983年から2008年6月まで、25年にわたり大陸棚調査が実施され、測量船が航行した距離は108万キロ（地球27周分）に達した。この調査に基づいた申請により、2012年4月には、国際連合によって約31万平方キロにおよぶ大陸棚の延長が承認された。
しかし大陸棚調査が一段落して程なくして、尖閣諸島を始めとする日本の海洋境界に対して、周辺諸国からの圧力が高まった。特に東シナ海では、日本の大陸棚延長が承認された直後の2012年12月、中華人民共和国と大韓民国が相次いで大陸棚の延長を申請したが、いずれも沖縄トラフによる地殻の不連続性を根拠として日本の大陸棚延長を否定し、日本の領海直近まで管轄海域を拡大するという野心的な主張であった。これらの主張に論理的に対抗するため、日本周辺の重要海域において、科学的・基盤的な情報を整備し、海洋権益を保全していく必要が強く意識されるようになった。
2016年12月の関係閣僚会議で決定された「海上保安体制強化に関する方針」では、海洋権益に関する日本の立場を説得力をもって適切に主張するために必要な海洋調査を計画的に実施することとし、必要な海洋調査体制を整備することが定められた。従来の大陸棚調査では、主要な調査海域は水深2,000メートル以深の深海であったため、海上保安庁の測量船もこれにあわせた機器構成になっていたが、東シナ海の調査では、水深数十メートル程度の浅い海から2,500メートル級の深海までカバーする必要がある。このため、海上保安庁では、既存の大型測量船を浅海域に対応させる高機能化工事を施すとともに、新規の増強整備も行うことになった。これによって建造されたのが本型である。
平洋は2020年1月29日に、同型船の光洋は2021年3月16日に就役した。両船とも建造ヤードは山口県下関市の三菱重工業下関造船所である。

## 設計
船型は、従来の大型測量船と同様の長船首楼型が踏襲された。ただし調査の際の作業効率を向上させるため、観測準備室および船尾の作業甲板を拡大している。これによる船首楼の短縮に伴う浮力の低下を補うために2層船楼型を採用しており、煙突より前では船楼甲板のうえに第2船楼甲板が重ねられている。船質は、主船体では高張力鋼および軟鋼だが、重心の低下を図るため、上部構造物はアルミニウム合金とされた。
機関には、海上保安庁で初めて統合電気推進方式を採用した。ディーゼル発電装置は5基（主機4基＋補機1基）設置されており、運転台数を切り替えることで低速連続航行への適応力を向上させている。また電気推進の特性もあわせて水中放射雑音を低減させることで、調査データのノイズを極力抑えている。速力は17ノットを確保して、調査海域までの到着時間を可能な限り短縮している。
推進器としては、ポッド式（Zドライブ式）で全周旋回可能なアジマススラスター2基を備えている。これらは両舷で独立して操作することができ、大型のバウスラスターとともに、精密な操船を可能にする。キャビテーションによる水中放射雑音の発生を抑えるため、水流が一様にプロペラに流れるよう、装置の船首側にプロペラを取り付ける設計（プル型と称される）を採用した。またバウスラスターのトンネル口にも開閉式の蓋が設けられ、泡による音響観測機器への影響を低減している。
なお本型では、アジマススラスターとバウスラスターを同時に制御するシステムを導入して、海上の任意の地点で留まり続ける操船能力（定点保持能力）を向上させることで、底質採取や水中テレビカメラ観測などの定点観測の精度向上を図っている。
測量船として、停船時や低速航行時でも機能を発揮できるよう、減揺装置としては減揺タンク（ART）を採用しており、大きなビルジ・キールとともに船体動揺を軽減した。

## 装備

### 測位・地形測量
海洋測量装置としては、船底に設置されたマルチビーム音響測深機（MBES）をはじめとして、複合測位装置、海上磁力計、海上重力計などが搭載される。

### 地質・地層調査
両船共通の装備として、表層探査装置が装備される。また「平洋」では水中テレビ・カメラを、そして「光洋」では音波探知装置や底質調査器具、深海カメラなどを搭載する。また同船では深海用音波探知装置（マルチチャンネル反射法探査装置）も搭載されることになっており、このため、下甲板後部にストリーマーケーブルの巻揚機および高圧空気発生装置を装備する。

### 搭載艇・搭載機
「平洋」では、自律潜水調査機器（AUV）および自律型高機能観測装置（ASV）を搭載する。上甲板で作業甲板直前に設けられた観測準備室がAUV格納庫を兼ねており、IHIのAUVF 1900IGIを「ごんどう」3号および4号として搭載する。「拓洋」で搭載されたISE社製エクスプローラーよりも少し小さいため、載せ替えての運用には対応できない。
またAUVの位置測定および音響通信を行うため、音響測位装置および音響通信装置を装備する。「拓洋」でも同種装置を搭載しているが、同船では装置を使用するたびに専用のブイを設置する方式であるため、調査海域を移動するたびにブイの設置・揚収を行う必要があり、作業効率の低下が課題になっていた。これに対し、「平洋」では同装置を昇降式として船体中央部の船底に設置し、第1観測室から遠隔操作できるようにすることで、作業時間の大幅短縮を図っている。
自律型高機能観測装置（ASV）は自律航行可能な無人ボートで、第1船楼甲板左舷側の格納台に収められている。またマストのプラットフォーム周囲にはASVとの通信のための平面アンテナが設置されている。「平洋」で搭載されるのは英ASV社のC-ワーカー6で、「拓洋」のC-ワーカー7の弟分にあたり、全長は約1メートル短い5.8メートルだが、サイドスキャンソナーなどの搭載可能な観測機材や速力などは同等とされる。
なお両船ともに測量艇を搭載しており、「光洋」は「拓洋（HL-2）」に搭載されていた「じんべい」を搭載し運用している。

## 同型船一覧
| 計画                 | 番号  | 船名 | 建造所                | 起工          | 進水          | 竣工          |
| -------------------- | ----- | ---- | --------------------- | ------------- | ------------- | ------------- |
| 平成28年度 第2次補正 | HL-11 | 平洋 | 三菱重工業 下関造船所 | 2018年2月15日 | 2019年3月7日  | 2020年1月29日 |
| 平成30年度           | HL-12 | 光洋 | 三菱重工業 下関造船所 | 2019年9月24日 | 2020年6月22日 | 2021年3月16日 |